# مدیریت مواد
مدیریت مواد (انگلیسی: Materials management) فرایندی که مسئولیت برنامه‌ریزی، یافتن منابع، خرید، حمل‌ونقل، ذخیره‌سازی و کنترل مواد مورد نیاز زنجیره تأمین را به شیوه‌ای بهینه بر عهده دارد، که با کاهش هزینه‌ها، زمینه ارائه خدمات زود هنگام به مشتری را فراهم می‌آورد.